# Розподіл Пуассона
Помилка Lua у Модуль:Navbar у рядку 61: Неприпустима назва {{subst:PAGENAME}}.
Пуассо́нівський розпо́діл — один з розподілів ймовірностей. Цей розподіл названо на честь французького вченого Сімеона Дені Пуассона. Випадкова величина X називається розподіленою за законом Пуассона (або, що те саме, має пуассонівський розподіл) з параметром λ, якщо для неї виконується рівність: 

| {\displaystyle Pr(X=k)={\frac {\lambda ^{k}}{k!}}\,e^{-\lambda }}, {\displaystyle k\in \mathbb {N} _{0}.} | \| \| \| \| \| \| \| \| | (1) |
| |                         |     |
| |                         |     |

## Популярне пояснення
Пуассонівський розподіл справедливий для подій, які мають малу ймовірність чи трапляються нечасто. Ним, наприклад, можна описати ймовірність того, що футболіст заб'є гол у конкретному матчі. Іноді футболіст забиває один гол, рідше два, ще рідше робить хет-трик, Пеле одного разу забив вісім.
Найчастіше футболіст не забиває жодного.
Ймовірність забити k голів за гру визначається параметром λ, що є середньою кількістю голів, які забиває футболіст. Якщо λ велике число,
то ймовірність має досягати максимуму при якомусь k. В такому разі йдеться радше про баскетболіста, який може набирати, наприклад, 22 очка за гру в середньому. Тоді ймовірність набрати 2 очка буде малою. Ймовірність набрати 42 очка теж буде малою, а максимум ймовірності буде в районі саме 22 очок.

## Історія
Розподіл вперше було введено Пуассоном (1781-1840) і опубліковано разом із його теорією ймовірності, в 1837 році у своїй роботі Recherches sur la probabilité des jugements en matière criminelle et en matière civile ( «Дослідження ймовірності судових рішень в кримінальних і цивільних справах "). Робота теоретизувала кількість несправедливих засуджень в тій чи іншій країні, зосередивши увагу на деяких випадкових величинах N, що рахувало число дискретних явищ (іноді звані «події»), які мають місце на заданому інтервалі часу на інтервалі заданої довжини. Раніше результат дав Абрахам де Муавр (1711) в De Mensura Sortis seu; de Probabilitate Eventuum in Ludis a Casu Fortuito Pendentibus у Філософських Працях Королівського Товариства. Це є прикладом закона Стіглера і це спонукало деяких авторів стверджувати, що розподіл Пуассона повинен носити ім'я де Муавра.
Практичне застосування цього розподілу було зроблено Ладіславом Борткевичем в 1898 році, коли йому було дано завдання дослідити число солдатів прусської армії,яких випадково забили коні ногами; цей експеримент ввів розподіл Пуассона в область надійності техніки. 

## Визначення
Дискретна випадкова величина Х має розподіл Пуассона з параметром λ> 0, якщо при k = 0, 1, 2... функція ймовірності X визначається за формулою:
{\displaystyle \!f(k;\lambda )=\Pr(X=k)={\frac {\lambda ^{k}e^{-\lambda }}{k!}},}
де:
- е- це число Ейлера (е = 2,71828 ...)
- k! - це факторіал k.

Додатне дійсне число λ дорівнює математичному сподіванню X, а також її дисперсії
{\displaystyle \lambda =\operatorname {E} (X)=\operatorname {Var} (X).}
Розподіл Пуассона може бути застосований до систем з великим числом можливих подій, кожне з яких рідко зустрічається. Скільки таких подій відбуватиметься протягом фіксованого проміжку часу? При правильних обставинах, це випадкове число з розподілом Пуассона.
Традиційне визначення розподілу Пуассона містить два додатки, які можуть легко заповнюватися комп'ютером: ʎ^k і k!. Але їх ділення може також призвести до помилки округлення, яка дуже велика в порівнянні з е^-ʎ, і, отже, дати помилковий результат. Для стабільності функція ймовірності за Пуассоном повинна бути оцінена як
{\displaystyle \!f(k;\lambda )=\exp \left\{{k\ln \lambda -\lambda -\ln \Gamma (k+1)}\right\},}
що математично еквівалентне, але є стабільнішим.

## Властивості

### Середнє значення
- Математичне сподівання і дисперсія випадкової величини розподіленої за законом Пуассона дорівнює λ.
- Коефіцієнтом варіації є {\displaystyle \lambda ^{-1/2}}, тоді як індекс дисперсії дорівнює 1.
- Середнє абсолютне відхилення від середнього значення:

{\displaystyle \operatorname {E} |X-\lambda |=2\exp(-\lambda ){\frac {\lambda ^{\lfloor \lambda \rfloor +1}}{\lfloor \lambda \rfloor !}}.}
- Всі напівваріанти розподілу Пуассона дорівнюють математичному сподіванню Х.
- Математичне сподівання пуассонівського процесу іноді розкладається в добуток інтенсивності і експозиції (або в більш загальному плані виражається у вигляді інтеграла від "функції інтенсивності").

### Медіана
Оцінки для медіан (v) розподілу відомі і чіткі: 
{\displaystyle \lambda -\ln 2\leq \nu <\lambda +{\frac {1}{3}}.}

### Вищі моменти
Вищі моменти розподілу Пуассона є многочлени Тушара λ:
{\displaystyle m_{k}=\sum _{i=1}^{k}\lambda ^{i}\left\{{\begin{matrix}k\\i\end{matrix}}\right\},}
де {фігурні дужки} позначають числа Стірлінга другого роду. Коефіцієнти поліномів мають комбінаторний сенс. Насправді, коли математичне сподівання розподілу Пуассона дорівнює 1, то формула Добіньського каже, що n-ий момент дорівнює числу розбиття множини обсягом n.  

### Суми розподілених випадкових величин Пуассоном
Якщо {\displaystyle X_{i}\sim \operatorname {Pois} (\lambda _{i})\,i=1,\dotsc ,n} є незалежними та {\displaystyle \lambda =\sum _{i=1}^{n}\lambda _{i}}, тоді {\displaystyle Y=\left(\sum _{i=1}^{n}X_{i}\right)\sim \operatorname {Pois} (\lambda )}.  Є і протилежне твердження теореми Райкова, в якому говориться, що якщо випадкова величина з розподілом Пуассона розкладається в суму двох незалежних випадкових величин, то і кожна з цих двох незалежних випадкових величин має розподіл Пуассона.

### Інші властивості
- Розподіл Пуассоном - це безмежно подільний розподіл.
- Спрямована відстань Кульбака — Лейблера Pois(λ0) від Pois(λ) задається

{\displaystyle D_{\text{KL}}(\lambda \mid \lambda _{0})=\lambda _{0}-\lambda +\lambda \log {{\frac {\lambda }{\lambda _{0}}}.}}
- Межі для хвостових ймовірностей випадкової величини Пуассона {\displaystyle X\sim \operatorname {Pois} (\lambda )} можуть бути отримані за допомогою аргументу нерівності Чернова.

{\displaystyle P(X\geq x)\leq {\frac {e^{-\lambda }(e\lambda )^{x}}{x^{x}}},{\text{ for }}x>\lambda ,}
{\displaystyle P(X\leq x)\leq {\frac {e^{-\lambda }(e\lambda )^{x}}{x^{x}}},{\text{ for }}x<\lambda .}
- Рекурентне співвідношення:

{\displaystyle \left\{{\begin{array}{l}(k+1)f(k+1)-\lambda f(k)=0,\\[10pt]f(0)=e^{-\lambda }\end{array}}\right\}}

### Стрибки значень Пуассона
Нехай {\displaystyle X\sim \operatorname {Poi} (\lambda )} та {\displaystyle Y\sim \operatorname {Poi} (\mu )} незалежні випадкові величини, з {\displaystyle \lambda <\mu ,} тоді ми маємо
{\displaystyle {\frac {e^{-({\sqrt {\mu }}-{\sqrt {\lambda }})^{2}}}{(\lambda +\mu )^{2}}}-{\frac {e^{-(\lambda +\mu )}}{2{\sqrt {\lambda \mu }}}}-{\frac {e^{-(\lambda +\mu )}}{4\lambda \mu }}\leq P(X-Y\geq 0)\leq e^{-({\sqrt {\mu }}-{\sqrt {\lambda }})^{2}}}
Верхня межа доводиться за допомогою стандартної нерівності Чернова.
Нижню межу можна довести, зазначивши, що {\displaystyle P(X-Y\geq 0\mid X+Y=i)} є ймовірністю того, що {\displaystyle Z\geq {\frac {i}{2}},}, де {\displaystyle Z\sim \operatorname {Bin} \left(i,{\frac {\lambda }{\lambda +\mu }}\right),} яка обмежена знизу {\displaystyle {\frac {1}{(i+1)^{2}}}e^{\left(2D\left(0.5\|{\frac {\lambda }{\lambda +\mu }}\right)\right)},} де {\displaystyle D} - це відстань Кульбака — Лейблера. Відзначаючи далі, що {\displaystyle X+Y\sim \operatorname {Poi} (\lambda +\mu ),} обчислення нижньої межі на безумовній ймовірності дає результат.

## Доведення
Дослідимо поведінку {\displaystyle P_{n}(0)=q^{n}=(1-p)^{n}} за умов теореми Пуассона. За формулою Тейлора при {\displaystyle 0\leq p<1}
{\displaystyle \ln(1-p)=-p-{\frac {p^{2}}{2}}(1-\theta )^{2},0\leq \theta \leq p,}
звідки

| {\displaystyle -p(1+p)\leq \ln(1-p)\leq -p,0\leq p<1-{\frac {1}{\sqrt {2}}}} | \| \| \| \| \| \| \| \| | (2) |
|                                                                              |                         |     |
|                                                                              |                         |     |
Експонуванням (2), помноженого на {\displaystyle n}, отримуємо нерівність

| {\displaystyle e^{-np(1+p)}\leq P_{n}(0)\leq \exp(-np),\qquad p<1-{\frac {1}{\sqrt {2}}}.} | \| \| \| \| \| \| \| \| | (3) |
|                                                                                            |                         |     |
|                                                                                            |                         |     |
Дослідимо тепер поведінку множників правої частини формули Бернуллі. При {\displaystyle n\to \infty }

| {\displaystyle {n \choose m}={\frac {n!}{m!\;(n-m)!}}={\frac {1}{m!}}n(n-1)...(n-m+1)={\frac {1}{m!}}n^{m}(1-{\frac {1}{n}})...(1-{\frac {m-1}{n}})={\frac {1}{m!}}n^{m}(1+\alpha ),\alpha \to 0.} | \| \| \| \| \| \| \| \| | (4) |
| |                         |     |
| |                         |     |
Оскільки {\displaystyle np=\lambda (1+\beta ),\beta \to 0,}

| {\displaystyle p^{m}={\frac {\lambda ^{m}}{n^{m}}}(1+\beta )^{m}.} | \| \| \| \| \| \| \| \| | (5) |
|                                                                    |                         |     |
|                                                                    |                         |     |
З нерівності (3) отримуємо

| {\displaystyle \exp\{-\lambda (1+\beta )(1+\lambda (1+\beta )\}\leq q^{n}\leq \exp\{-\lambda (1+\beta )\}.} | \| \| \| \| \| \| \| \| | (6) |
| |                         |     |
| |                         |     |
Оскільки {\displaystyle \beta \to 0,n\to \infty } то показники експонент в (6) прямують до {\displaystyle -\lambda .} А з неперервності експоненціальної функції маємо

| {\displaystyle q^{n}=e^{-\lambda }+\gamma ,\gamma \to 0.} | \| \| \| \| \| \| \| \| | (7) |
|                                                           |                         |     |
|                                                           |                         |     |
Нарешті,

| {\displaystyle q^{-m}=\left(1-{\frac {\lambda }{n}}(1+\beta )\right)^{-m}=1+\delta ,\delta \to 0.} | \| \| \| \| \| \| \| \| | (8) |
| |                         |     |
| |                         |     |
Перемноживши (4), (5), (7) і (8) i перейшовши до границі, отримаємо формулу Пуассона (1).

## Двовимірний розподіл Пуассона
Такий розподіл було поширено у двовимірному випадку. Функція для цього розподілу така:
{\displaystyle g(u,v)=\exp[(\theta _{1}-\theta _{12})(u-1)+(\theta _{2}-\theta _{12})(v-1)+\theta _{12}(uv-1)}
при
{\displaystyle \theta _{1},\theta _{2}>\theta _{12}>0\,}
Маргінальним розподілом є Пуассон(θ1) і Пуассон(θ2), а коефіцієнт кореляції обмежується діапазоном
{\displaystyle 0\leq \rho \leq \min \left\{{\frac {\theta _{1}}{\theta _{2}}},{\frac {\theta _{2}}{\theta _{1}}}\right\}}
Простий спосіб для генерації двовимірного розподілу Пуассона {\displaystyle X_{1},X_{2}}: взяти три незалежні розподіли Пуассона {\displaystyle Y_{1},Y_{2},Y_{3}} зі значеннями {\displaystyle \lambda _{1},\lambda _{2},\lambda _{3}} і потім встановити {\displaystyle X_{1}=Y_{1}+Y_{3},X_{2}=Y_{2}+Y_{3}.}. Функція ймовірності двомірного розподілу Пуассона така:
{\displaystyle {\begin{aligned}&\Pr(X_{1}=k_{1},X_{2}=k_{2})\\={}&\exp \left(-\lambda _{1}-\lambda _{2}-\lambda _{3}\right){\frac {\lambda _{1}^{k_{1}}}{k_{1}!}}{\frac {\lambda _{2}^{k_{2}}}{k_{2}!}}\sum _{k=0}^{\min(k_{1},k_{2})}{\binom {k_{1}}{k}}{\binom {k_{2}}{k}}k!\left({\frac {\lambda _{3}}{\lambda _{1}\lambda _{2}}}\right)^{k}\end{aligned}}}